# Anaulaceae
Famille
Les Anaulaceae sont une famille d'algues de l'embranchement des Bacillariophyta (Diatomées), de la classe des Mediophyceae et de l’ordre des Anaulales.

## Étymologie
Le nom de la famille vient du genre type Anaulus, probablement dérivé du grec αυλαξ / aulax, sillon, précédé du préfixe privatif an-, littéralement « sans sillon », peut-être en référence à l'absence de raphé (sillon médian) chez cette diatomée.

## Description
Il y aurait un doute sur la typification du genre type Anaulus. L’espèce A. scalaris en particulier est une grande diatomée et nécessite de nouvelles études. Drebes & Schulz (1981) ont cultivé et décrit la nouvelle espèce A. creticus sur laquelle est basée la description suivante.
Les cellules se présentent seules ou en chaînes courtes attachées aux pôles et aux centres de la valve et laissant des espaces étroits entre les faces adjacentes des valves. Les plastides sont simples et lobés. 
Les valves sont étroitement ovoïdes en vue valvulaire (légèrement indentées au niveau des pseudosepta) avec deux pseudosepta bien visibles traversant la valve. En vue de ceinture les cellules sont oblongues avec de courts processus apicaux et une rimoportule centrale ayant un tube externe de longueur variable. La surface valvulaire est aréolée sauf dans les régions des pseudosepta. Les aréoles présentent un voile délicat ; elles sont dispersées sur la face valvulaire, et disposées en rangées verticales sur le manteau. Les processus apicaux se terminent par des ocelles sans plaque porellaire évidente. La rimoportule est tubulaire à la fois extérieurement et intérieurement. Les pseudosepta sont des épaississements internes de la valve. Le cingulum est composé de 5 à 7 copules aréolées ouvertes.
Note : le vocabulaire ci-dessus, spécifique aux diatomées, est explicité dans un glossaire anglophone des diatomées.

## Distribution
Le genre type Anaulus est une diatomée planctonique marine pélagique ou peut-être benthique.
Le genre Terpsinoe Ehrenberg a été décrit pour la première fois au Mexique (Ehrenberg 1843), à partir de l'espèce type Terpsinoe musica Ehrenberg, avec les caractères morphologiques suivants : cellules quadrangulaires en vue de ceinture, avec des manchons profonds et plusieurs septa droits ou courbés (ressemblant à des notes de musique). Il possède également des valves elliptiques avec des bords fortement ondulés, des nervures transversales s’étendant sur le petit axe, des champs de pores au sommet (pseudocelles).
L'espèce Terpsinoe musica vit dans des eaux chaudes de 20-29°C neutres à légèrement alcalines (ph7-8) avec un contenu ionique moyen à élevé (conductance spécifique 268-2640 microsiemens * cm-1).
Trois espèces de Terpsinoe ont été identifiées au Mexique : T. intermedia du golfe du Mexique (Krayesky et al. 2009), T. americana du golfe du Mexique et de Basse-Californie Sur (Krayesky et al. 2009, Fuerte et al. 2010) et T. musica, qui est l'espèce la plus commune de ce genre dans le pays.

## Liste des genres
Selon AlgaeBase (1er août 2022) :
- Anaulus Ehrenberg, 1844  genre type
- Caratanaulus E.Górecka, A.Witkowski, P.Dabek & M.Ashworth, 2020
- Eunotogramma J.F.Weisse, 1855
- Porpeia J.W.Bailey ex J.Ralfs, 1861
- Terpsinoë Ehrenberg, 1843

## Systématique
Le nom correct complet (avec auteur) de ce taxon est Anaulaceae (Schütt) Lemmermann, 1899.